# Amoeba (rodzaj)
Ameby (Amoeba), czyli Pełzaki – rodzaj protistów. Formalnie nazwa ta dotyczyć powinna wyłącznie przedstawicieli rodzaju Amoeba, w praktyce odnosi się też do podobnych organizmów, np. Entamoeba histolytica – organizmu wywołującego czerwonkę amebową. W skrajnym przypadku zakres stosowania tej nazwy dotyczyć może całej supergrupy Amoebozoa. Ponadto nazwy "ameba" i "pełzak" potocznie używane bywają do określania postaci ameboidalnej (pełzakowatej), czyli pewnego typu budowy organizmów jednokomórkowych, reprezentowanego właśnie przez ameby, ale także różne zupełnie niespokrewnione z nimi pierwotniaki, np. z supergrupy Rhizaria.
Przedstawiciele żyją w środowisku wodnym lub jako pasożyty.
Występują w zanieczyszczonych zbiornikach wodnych, jeziorach, stawach.

## Budowa ameby

### Wielkość
Wielkość ameb jest zróżnicowana. Najczęściej spotykane są Ameboa proteus. Wielkość tych ameb sięga 500 μm do nawet 1000 μm. Są jednak i większe – Polomyxa – te z kolei osiągają wielkość 2000-3000 μm.

### Pelikula
Rząd pierwotniaków należących do Lobosia z gromady korzenionóżek (Rhizopoda), grupujący gatunki nietworzące skorupek. Pelikula ameb nagich (Ameobida) jest cienka jak u Amoeba proteus albo grubsza i mniej elastyczna jak u Thecamoeba verrucosa i tworzy zgrubienia w czasie ruchu, zwłaszcza u tych gatunków, u których jest grubsza.

### Pseudopodia (nibynóżki) i ruch
U niektórych ameb glebowych występuje stadium zarówno pełzakowate, jak i wytwarzające wić. Gatunki różnią się trochę sposobem poruszania się. U niektórych wysuwane jest tylko jedno pseudopodium, u innych kilka. Ruch powodowany jest przepływem cytoplazmy zmieniającej stan skupienia (zol-żel) i zmianami w cytoszkielecie. Pseudopodia mogą różnić się kształtem zależnie od gatunku; zwykle są płatowate (lobopodia), rzadziej nitkowate (filopodia). Jednak ich kształt u tego samego gatunku może być zmienny, zależny od warunków środowiska (stężenie jonów, pH itp.) Przypomina to pełzanie. Nibynóżki przyczepiają się do podłoża i przeciągają całą komórkę dalej.

### Składniki cytoplazmy
Ameby będące zwykle fagotrofami mają wakuole (wodniczki) pokarmowe. W cytoplazmie można wyróżnić dwie warstwy: endoplazmę i ektoplazmę. Endoplazma nie zawiera żadnych ziarnistości, natomiast w ektoplazmie znajduje się wiele ziarnistości różnej wielkości. U niektórych gatunków występują mitochondria, różne kryształy i cząstki materiałów zapasowych.
Ponadto w cytoplazmie ameb mogą żyć zoochlorelle, czyli endosymbiotyczne bakterie lub glony, nadające komórce szare lub zielone zabarwienie.

### Jądro komórkowe
Liczba jąder może być różna, od jednego do kilkuset, np. u Chaos carolinensis, ameby tak olbrzymiej, że można ją oglądać gołym okiem. Niektóre gatunki z tej grupy występują w przewodzie pokarmowym bezkręgowców i kręgowców – jedne są nieszkodliwe, inne chorobotwórcze.

## Zakażenie amebami
Potencjalnym źródłem zarażenia amebami są niedogotowane lub surowe warzywa pochodzące z upraw nawożonych ludzkimi odchodami. Wydaje się, że stosowane metody oczyszczania wody są wystarczające dla kontroli rozprzestrzeniania się tych gatunków, natomiast trudna jest kontrola handlarzy żywności.

## Gatunki ameb
Do rodzaju ameba należą następujące gatunki:
- Amoeba amazonas Flickinger, 1974[2]
- Amoeba borokensis Kalinina, Afon’kin, Gromov, Khrebtukova w Page, 1987[2]
- Amoeba discoides
- Amoeba dubia
- Amoeba gorgonia Penard, 1902[3]
- Amoeba guttula
- Amoeba hylobates Penard, 1902[3]
- Amoeba leningradensis Page w Kalinina, 1984[2]
- Amoeba limicola
- Amoeba proteus - Pełzak odmieniec
- Amoeba radiosa - Pełzak promienisty[4]
- Amoeba spumosa
- Amoeba striata
- Amoeba verrocosa
- Amoeba vespertilio